# مورغان هيل
مورغان هيل (بالإنجليزية: Morgan Hill)‏ هي إحدى مدن الجانب الشمالي من مقاطعة سانتا كلارا، كاليفورنيا , عدد سكان المدينة 37,882 نسمه
تم إعطاءها لقب مدينة في 10 نوفمبر، 1906.

## أعلام
- دنيس جونسون
- دانييل هولواي
- سكوت كلارك
- جيري دوجت